# Lyctus pubescens
Lyctus pubescens is een keversoort uit de familie boorkevers (Bostrichidae). De wetenschappelijke naam van de soort is voor het eerst geldig gepubliceerd in 1793 door Panzer.